# Tropizm tkankowy
Tropizm tkankowy – zjawisko polegające na selektywnym wyborze tkanki przez wirusa, które jest przyczyną atakowania określonych komórek przez ten rodzaj patogenów. Tropizm tkankowy wynika z faktu istnienia białek wiążących specyficzne dla danej tkanki receptory komórkowe.
Przykładowo, poliowirus atakuje tkankę nerwową, w szczególności komórki rogów przednich rdzenia kręgowego odpowiedzialne za unerwienie mięśni, ale nie wykazuje powinowactwa do tkanki mięśniowej.

Przeczytaj ostrzeżenie dotyczące informacji medycznych i pokrewnych zamieszczonych w Wikipedii.